# Arkipelagen i eld och lågor
Arkipelagen i eld och lågor (franska: L'archipel en feu) är en roman från 1884 av den franske författaren Jules Verne. Den utkom på svenska 1889.

## Handling
Nicholas Starkos, kapten i den grekiska armén, återkommer till sin hemstad där han växte upp, men nekas inträde i sitt barndomshem av sin mor, som förkastar vad det blivit av honom. Det är i slutet av 1820-talet, och Grekland ligger i krig med Turkiet. Frankrike ställer upp på grekernas sida, bland andra genom löjtnant Henry d'Albaret, som skadas i strid. Under tillfrisknandet träffar han Hadjine Elizundo, den charmerande dottern till hans bankdirektör. Planer om ett giftermål de två emellan uppstår, tills Nicholas Starkos stiger in i bankirens hem och själv begär dotterns hand. Hadjine vill inte ha någonting med Nicholas Starkos att göra, och upptäcker den hemlighet som tynger hennes fars axlar, och som Starkos utnyttjar som utpressningsmedel för sitt syfte. Efter bankirens död strax därefter kastas Hadjine mellan lyckan att inte längre behöva frukta ett äktenskap med Nicholas Starkos, och skamkänslan över de skumraskaffärer hennes far har ägnat sig åt, något som väcker tvivel över huruvida hon som hans dotter förtjänar en hederlig man som Henry d'Albaret. Hon försöker rätta till faderns fel och misstag, och rentvå hans namn. Under tiden har Henry d'Albaret återgått till slagfältet, men får snart uppdraget som befälhavare över skeppet Sypantha som kryssar genom den grekiska övärlden på jakt efter pirater som vistas där, och som tagit fördel av den grekisk-turkiska konflikten. Den mest beryktade av dessa pirater, som antas vara dess ledare, är Sacratif. När de två slutligen står öga mot öga på Kreta visar det sig att även Sacratif har ett gott öga för Hadjine...  